# 왜 영국은 잠들었는가
왜 영국은 잠들었는가(영어: Why England Slept, 1940년)는 미국의 정치인 존 F. 케네디가 하버드 대학교 4학년 때 작성한 학위논문을 출판한 단행본이다. 이 제목은 윈스턴 처칠의 1938년 저서 무기와 언약(Arms and the Covenant)을 암시하며, 이 책은 미국에서 While England Slept라는 제목으로 출판되었고, 독일 국력 증강을 다루고 있다. 케네디의 책은 제2차 세계 대전을 막기 위한 조치를 취하지 못한 영국 정부의 실패와 아돌프 히틀러의 전쟁 위협에 대한 초기 대응 부족을 다룬다.
이 책은 당시 영국 정부가 추구했던 대중적인 유화정책을 비난하기보다는 만약 영국이 나치 독일에 더 일찍 맞섰다면 체임벌린과 다른 영국 지도자들의 유화정책으로 인한 지연보다 훨씬 더 비참했을 것이라는 비범한 입장을 취하는 것으로 주목할 만하다.

## 출판

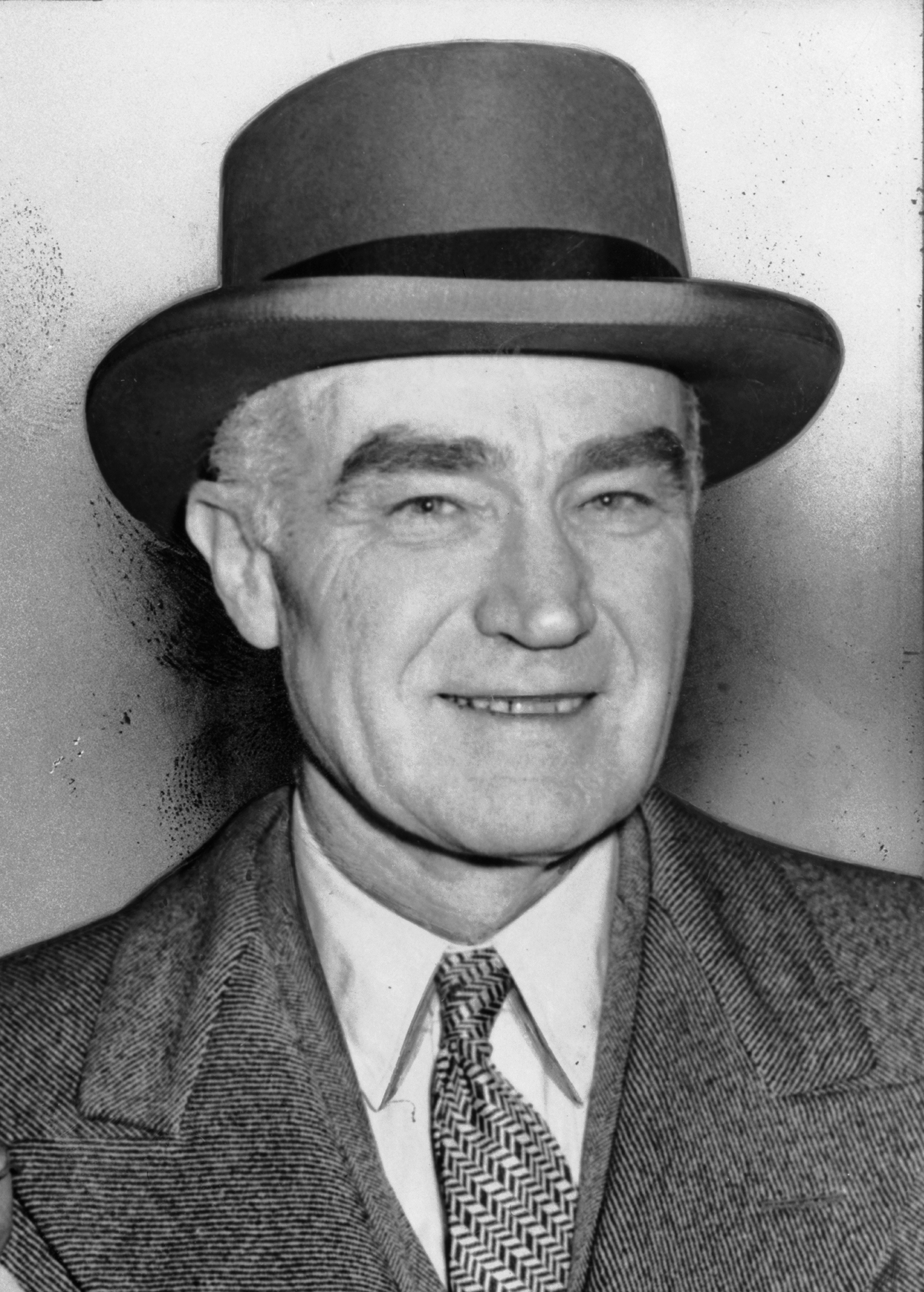
영향력 있는 출판 거물 헨리 루스가 서문을 썼다.

이 책은 원래 대학 학위논문에 불과할 예정이었다. 이 논문은 헨리 A. 이오먼스 교수로부터 준최우등(magna cum laude) 평가를, 칼 조아킴 프리드릭 교수로부터 플러스 최우등(cum laude plus) 평가를 받았다. 그러나 케네디의 아버지인 조지프 P. 케네디는 아들의 명성을 높이고자 케네디에게 논문을 책으로 만들고 출판하도록 권유했다. 그는 영향력 있는 출판 거물인 헨리 루스에게 서문을 써달라고 요청했고, 그의 친구이자 전 뉴욕 타임스 지국장이었던 아서 크록에게는 원래 "뮌헨에서의 유화정책"(Appeasement At Munich)이라는 제목이었던 논문을 다시 작성하는 데 도움을 주도록 했다.
역사가 게리 윌스는 그 도움이 원고를 다시 쓰고 제목을 바꾸고 출판 에이전트를 찾는 데 이르렀다고 주장했다. 주영 미국 대사였던 케네디 시니어는 1930년대 후반 네빌 체임벌린 영국 총리의 유화정책을 지지했다. 그의 유화정책 지지 입장은 결국 케네디 시니어가 주영 대사직에서 물러나게 하고 그의 미래 정치적 열망에 비참한 결과를 가져왔다. 이와 대조적으로 존 F. 케네디는 아버지의 유화정책 지지와 결별했고, 루프트바페의 영국 폭격을 직접 목격했을 때 감동받았다.

## 평가
1940년 출판된 이 책은 영국과 미국에서 8만 부가 팔렸고, 케네디에게 4만 달러의 로열티를 안겨주었다. 영국 판매 수입은 최근 루프트바페의 공습을 받은 영국 도시인 플리머스에 기부되었다. 케네디는 북아메리카 판매 수입으로 뷰익 컨버터블을 구입했다.

## 분석
이 책은 외교 정책 결정에서 객관적이고 초연한 계산의 필요성에 대한 케네디의 신념을 다루었다. 케네디 역사가이자 외교 관계 교수인 프레드릭 로게발은 이 책이 JFK의 "국제 문제에 대한 비감상적인 현실주의에 대한 헌신"을 보여준다고 믿었다. 케네디는 미래의 정책 입안자들에게 "외국의 위협은 그것을 무시하거나 없애버리기를 바라서는 다룰 수 없다 ... 그것들은 명확하고 정보에 입각한 계산으로 대처해야 한다"고 말한다.